# Zapasy na Igrzyskach Pacyfiku 2007
Turniej zapasów na igrzyskach Pacyfiku w 2007 rozegrano w dniach 4 – 5 września w Apia na Samoa, na terenie "Multi Sport Centre Gimnasium". W tabeli medalowej tryumfowali zapaśnicy z Samoa.

## Tabela medalowa
Gospodarz mistrzostw został zaznaczony kolorem.
| Poz. | Państwo            |    |    |    | Łącznie |
| ---- | ------------------ | -- | -- | -- | ------- |
| 1    | Samoa              | 6  | 2  | 4  | 12      |
| 2    | Palau              | 4  | 2  | 2  | 8       |
| 3    | Mikronezja         | 3  | 6  | 1  | 10      |
| 4    | Samoa Amerykańskie | 1  | 0  | 5  | 6       |
| 5    | Wyspy Salomona     | 0  | 3  | 1  | 4       |
| 6    | Wyspy Marshalla    | 0  | 1  | 1  | 2       |
|      | Łącznie            | 14 | 14 | 14 | 42      |

## Wyniki

### Styl klasyczny
| Konkurencja         | Złoto             | Srebro           | Brąz                 |
| Kategoria do 55 kg  | Iki Ekeroma       | Stevick Patris   | Nathaniel Tuamoheloa |
| Kategoria do 60 kg  | Elgin Elwais      | Dundy Dosalua    | Viliamu Fualau       |
| Kategoria do 66 kg  | Franson Gibbons   | Marcel Yatilman  | Uati Iutana          |
| Kategoria do 74 kg  | Keitani Graham    | James Shatya     | Saufoi Togia         |
| Kategoria do 84 kg  | Faamanu Falo      | Lawrence Uwelur  | Perekina Peneueta    |
| Kategoria do 96 kg  | Nicolas Liulamaga | Faʻafetai Iutana | John Tarkong         |
| Kategoria do 120 kg | Jerry Wallwork    | Kun Killin       | Jo Jo Roberts        |

### Styl wolny
| Konkurencja         | Złoto           | Srebro           | Brąz                 |
| Kategoria do 55 kg  | Iki Ekeroma     | Stevick Patris   | Nathaniel Tuamoheloa |
| Kategoria do 60 kg  | Elgin Elwais    | Dundy Dosalua    | Viliamu Fualau       |
| Kategoria do 66 kg  | Marcel Yatilman | Katea Ueresi     | Jeton Jr AnJain      |
| Kategoria do 74 kg  | Keitani Graham  | Masunu Pugeva    | James Shatya         |
| Kategoria do 84 kg  | Faamanu Falo    | Waylon Muller    | Lawrence Uwelur      |
| Kategoria do 96 kg  | John Tarkong    | Faʻafetai Iutana | Ethan Lake           |
| Kategoria do 120 kg | Jerry Wallwork  | Kun Killin       | Nicolas Liulamaga    |